# 八木米太朗
八木 米太朗（やぎ よねたろう、1948年12月23日 - ）は、日本の紙すき職人、政治家。西宮市議会議員（7期）。

## 経歴
- 1948年 - 兵庫県有馬郡塩瀬村名塩（現・西宮市）に八木米次の長男として生まれる。
- 西宮市立名塩小学校、関西学院中学部・高等部を卒業。在学中の学生運動へのかかわりにより関西学院大学を1973年に中退[1]。
- 1995年 - 1992年に死去した父の地盤を引き継ぎ、西宮市議会議員選挙に初出馬にてトップ当選。
- 2008年 - 西宮市長選挙に出馬するも、当時現職の山田知に大差で敗れる。
- 2019年 - 西宮市議に6期目の当選。
- 2023年 - 7選。